# 劉義季
劉 義季（りゅう ぎき、義熙11年（415年）- 元嘉24年8月20日（447年9月15日））は、南朝宋の皇族。衡陽文王。武帝劉裕の七男。小字は師護。

## 経歴
劉裕と呂美人のあいだの子として生まれた。劉義隆が荊州刺史となると、義季は劉裕の命を受けて劉義隆に従って江陵に下向し、このことから劉義隆に気に入られるようになった。元嘉元年（424年）、衡陽王に封じられた。元嘉5年（428年）、征虜将軍の号を受けた。元嘉8年（431年）、領石頭戍事をつとめた。元嘉9年（432年）6月、使持節・都督南徐州諸軍事・右将軍・南徐州刺史に任じられた。元嘉16年（439年）2月、臨川王劉義慶に代わって都督荊湘雍益梁寧南北秦八州諸軍事・安西将軍・荊州刺史となった。巴蜀の争乱にともなう軍事負担のため、任地の財政は悪化していたが、義季は自ら節倹につとめ、費用を節約して畜財したため、数年間で倉廩は充実した。義季は書が苦手で、部下に書かせたものを、自分は署名するだけであった。
元嘉20年（443年）3月、散騎常侍の位を加えられ、征西大将軍の号を受け、南蛮校尉を兼ねた。
義季は酒を好み、彭城王劉義康が廃位された後は連日長夜の飲をなして、素面でいることが少なくなった。文帝（劉義隆）はたびたび譴責を加えたが、飲酒癖を改めることはなかった。
元嘉21年（444年）8月、都督南兗徐青冀幽六州諸軍事・征北大将軍・開府儀同三司・南兗州刺史に任じられた。元嘉22年（445年）7月、徐州刺史に転じた。元嘉23年（446年）、北魏の侵入を受けたが、義季は劉義康の前例を見ていたため、功績を立てようと望まず、無策のまま飲酒にふけるばかりであった。
元嘉24年（447年）、義季の病が重くなったため、文帝は徐湛之を派遣して建康に召還させようとした。しかし、出発する前の同年8月に彭城で死去した。享年は33。侍中・司空の位を追贈された。
子の劉嶷（字は子岐、衡陽恭王）が後を嗣ぎ、中書侍郎・太子中庶子となった。

## 伝記資料
- 『宋書』巻61 列伝第21
- 『南史』巻13 列伝第3